# Elektrovodivé saze
Elektrovodivé saze jsou tvořeny elementárním uhlíkem, mají sférický tvar a jsou orientovány do agregátů a aglomerátů. Od ostatních forem uhlíku (diamant, grafit, koks) se liší tím, že mají komplexní konfiguraci, koloidní rozměry a kvazi-grafitickou strukturu. Čistota a složení těchto sazí je prakticky bez anorganických nečistot a extrahovatelných organických látek.
Angličtina rozlišuje dva termíny pro saze a to:
- Carbon Black – speciálně vyrobené saze procesem nedokonalého spalování za omezeného přístupu kyslíku. Článek se zabývá tímto typem sazí.
- Soot – vedlejší produkt hoření paliv (uhlí, uhlovodíky, nafta), který je považován za nebezpečnou látku s karcinogenními vlastnostmi.[4]

Saze lze charakterizovat jako látky s obsahem amorfního uhlíku nad 97 %. Nacházejí široké uplatnění v mnoha odvětvích průmyslové chemie. Z velké části se využívají v plastikářském a gumárenském průmyslu, kde saze zlepšují funkci elektrovodivostní, elektromagnetické či teplotně-vodivostní charakteristiky plastů a pryží. Pro jejich schopnost pigmentace mohou být dále saze využívány při výrobě speciálních tiskařských inkoustů, barev a laků. Díky rozvinuté porézní struktuře jsou rovněž využívány jako nosiče katalyzátorů nebo pro své dobré sorpční vlastnosti např. k záchytům plynných polutantů ve spalovnách odpadů.
Mezi saze tohoto typu patří převážně vodivý typ sazí, který se vyznačuje spojením extrémně vysokého měrného povrchu a široce rozvinuté struktury – mikroporozity. Současně vykazují elementární sazové částice i vysoký stupeň agregace. Saze jsou schopny vytvářet svým seskupením vodivostní strukturu v plastech, pryžích a dalších kompozitech. Tyto základní vlastnosti elektrovodivých sazí předurčují i hlavní směr jejich aplikačního použití, tj. úpravou elektrické vodivosti téměř všech typů plastických materiálů při relativně nízkém přídavku sazí, přičemž v úvahu přichází využití modifikací od antistatické úpravy až po vodivou úpravu polymerů. Další výhodnou vlastností elektrovodivých sazí je vysoká schopnost absorpce záření UV viditelného spektra, tj. jako UV stabilizátorů plastů či jako pigmentů do tiskařských inkoustů, barev a laků nebo k barvení plastů, pryží a tmelů.

## Výroba elektrovodivých sazí
Saze vznikají jako vedlejší produkt tzv. parciální oxidace, ve které se působením směsi kyslíku a vodní páry při vysokých teplotách okolo 1300 °C štěpí ropné zbytky jako např. vakuové zbytky destilace ropy nebo zbytky z procesu termického krakování.
Parciální oxidací různých surovin se vždy tvoří plynná směs obsahující CO, CO2, H2O, H2, CH4 a ze sirných sloučenin vzniklý H2S a COS a jako nežádoucí produkt vznikají saze. Množství sazí stoupá se vzrůstající molekulovou hmotností nástřiku. Při zplyňování metanu jich vzniká cca 0,02 % hm., při zplyňování ropných zbytků 1–3 % hm.
Ve vlastním procesu jsou saze zachycovány vypírkou do vody, čímž vzniká tzv. sazová voda. Vzniklá sazová voda s obsahem 7–15 g/l sazí se dále zpracovává ve výrobně na několik typů uhlíkatých substrátů. Principem výroby je izolace uhlíku ze sazové vody pomocí granulačního benzinu, kdy intenzivní homogenizací dochází k přenosu uhlíku z vodné do organické fáze, tedy k přechodu suspenze voda–uhlík na suspenzi benzin–uhlík, a to ve formě uhlíkatých granulí. Uhlíkaté granule se v následujících provozních postupech zpracují na hotový výrobek – uhlíkatý substrát. Poměr obou medií je závislý zejména na obsahu uhlíku a na fyzikálně-chemických vlastnostech sazové vody a granulačního benzinu.

## Typy elektrovodivých sazí[4]
| Carbon black          | BET       | OAN     |
| --------------------- | --------- | ------- |
| conductive (cca)      | 120       | 100     |
| superconductive (cca) | 250       | 180     |
| extraconductive (cca) | 800–1200  | 300–400 |
| ultraconductive       | 1300–1400 | > 600   |

## Fyzikálně-chemické vlastnosti elektrovodivých sazí

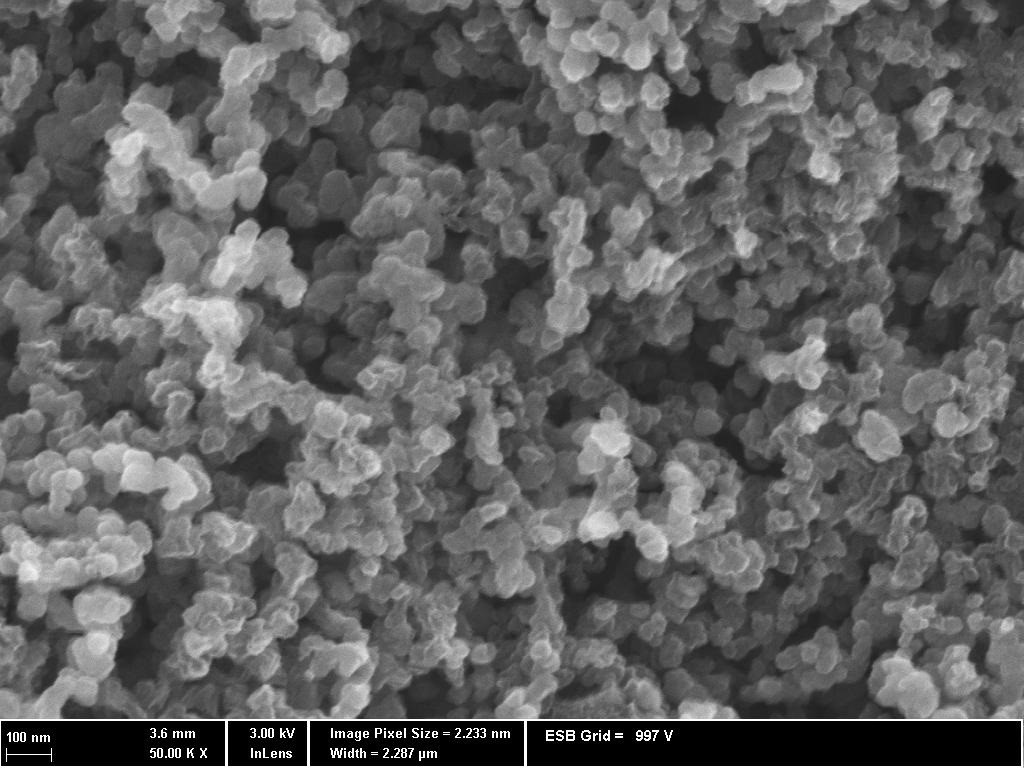
Struktura elektrovodivých sazí

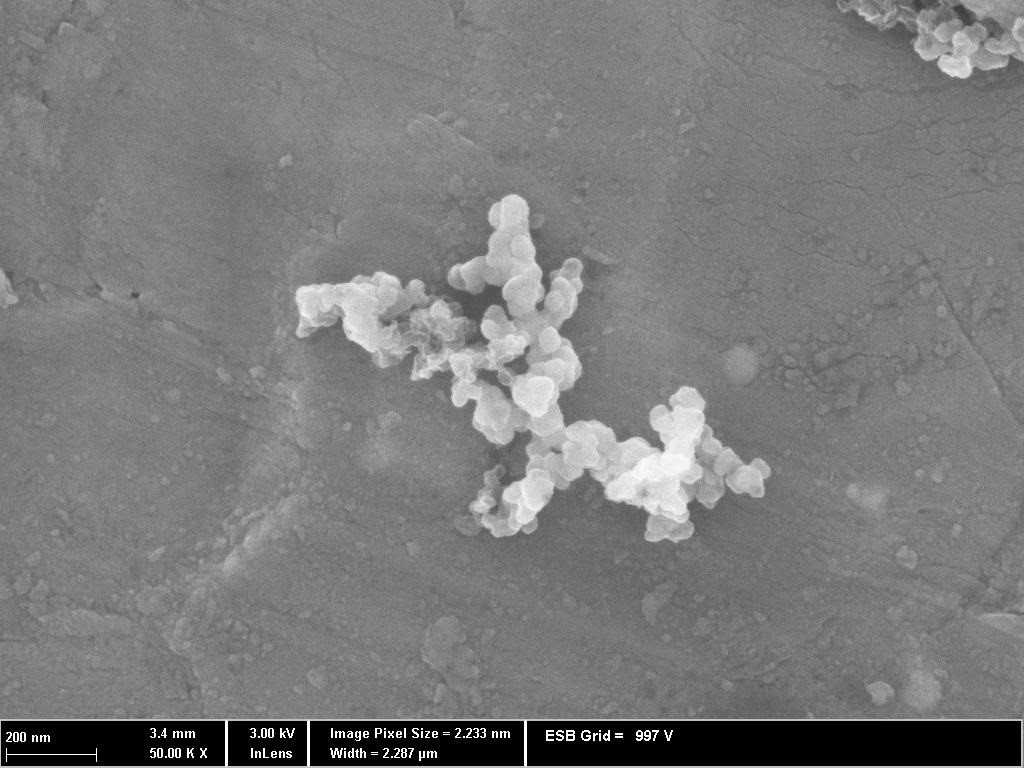
Struktura elektrovodivých sazí

### Struktura
V zásadě jsou saze tvořeny elementárním uhlíkem, který má však mnohem méně uspořádanou strukturu než např. grafit. Saze neexistují jako diskrétní částice, ale během výrobního procesu se kulovité částice sazí nazývané též primární částice shlukují, neboli agregují do podoby řetězců nebo klastrů. Tyto agregáty jsou pak nejmenšími jednotkami sazí a definují tzv. primární strukturu. Primární struktura je charakterizována: velikostí primárních částic, velikostí povrchu, velikostí a strukturou agregátů či chemickým „složením“ povrchu sazí. Tyto charakteristiky předurčují další vlastnosti sazí, jakými jsou adsorpční vlastnosti, hustota, elektrická vodivost, absorpce UV záření či viditelného světla.

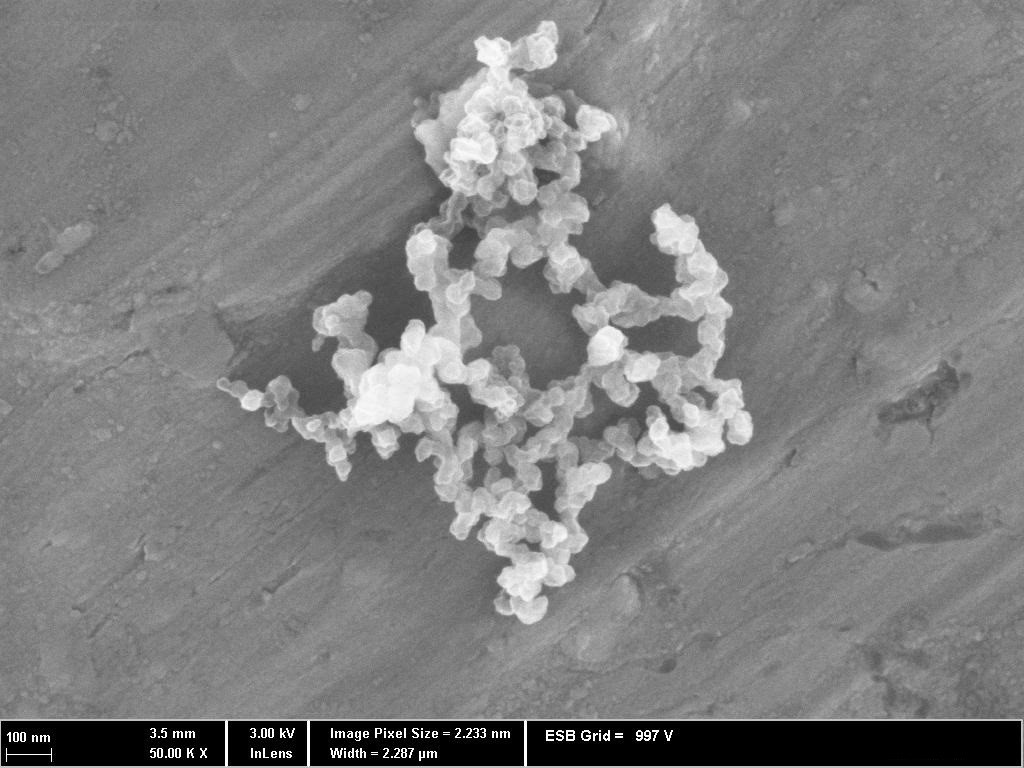
Struktura elektrovodivých sazí

### Povrch
Nejdůležitější vlastností sazí je velikost jejich primárních částic a s ní související velikost povrchu. Velikost primárních částic popisuje velikost individuálních kulových částic, které tvoří primární strukturu. Velikost částic se stanovuje elektronovým mikroskopem a platí, že čím menší částice, tím větší je velikost jejich povrchu. Velikost částic sazí se pohybuje v rozmezí 10 až 100 nm, velikost povrchu částic od 20 do 1500 m2/g. Obecně platí, že malé částice sazí s vysokým povrchem jsou tmavší, mají vyšší viskozitu a nižší smáčivost, jsou obtížněji dispergovatelné, mají vyšší vodivost a dobře absorbují UV záření.
Textura
Další velmi významnou charakteristikou sazí je struktura a velikost agregátů. Rozměr a složitost (komplexnost) struktury agregátů je dána počtem kulových primárních částic sazí, které se shlukují během výrobního procesu. Vysoce komplexní struktura sazí se skládá z rozvětvených řetězců s mnoha sekundárně vytvořenými prostory v agregátu, naopak málo rozvinutá struktura agregátu představuje menší shluky kulových částic, a tedy menší prostor uvnitř agregátu. Struktura agregátu není závislá na velikosti částic a je zřejmé, že pro stejně veliké částice existují agregáty se zcela odlišnou strukturou. Obecně platí, že saze s rozvinutější a komplexnější strukturou jsou snáze dispergovatelné, mají nižší smáčivost, vyšší elektrickou vodivost a vyšší viskozitu.
Vlastnosti povrchu

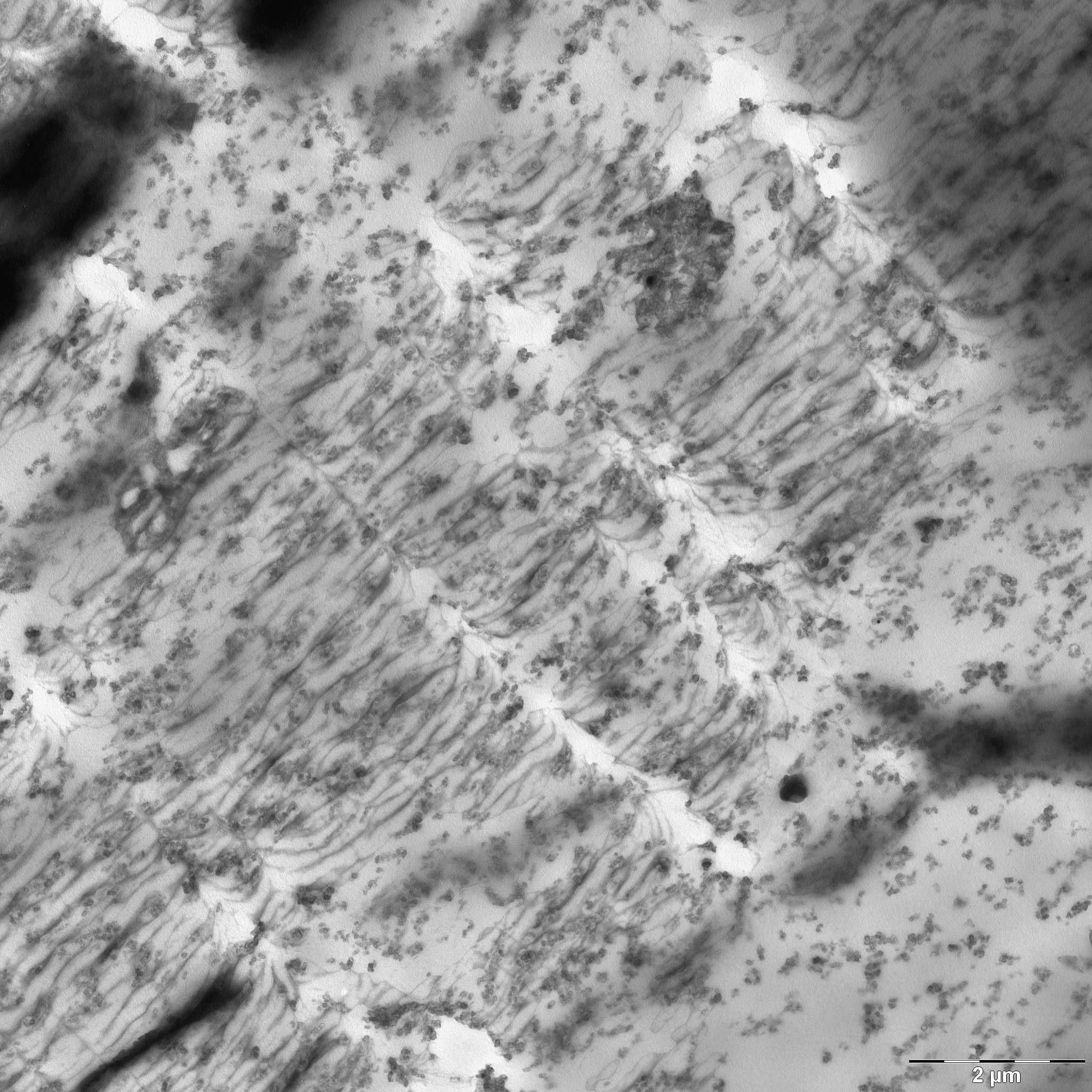
Zapracované elektrovodivé saze v PP matrici

Povrchové chemické složení sazí je neméně významnou vlastností. Na povrchu sazí se vyskytují chemisorbované komplexy obsahující kyslík, jako jsou karboxylické, chinonické či fenolické skupiny. Tyto skupiny obsahující kyslík mohou významným způsobem ovlivnit např. chemickou reaktivitu, smáčivost, katalytické vlastnosti sazí, elektrickou vodivost apod.
Obrázek: Schéma vytvoření struktury a textury sazí

## Aplikace
Kompozitní aplikace
- polymery (kompaundy, koncentráty)
- pryskyřice
- pryže
- laky, barvy, lepidla

## Výrobci elektrovodivých sazí
Mezi světové výrobce sazí patří UNIPETROL (Chezacarb), CABOT Corporation (Vulcan), DEGUSSA (Printex), Nouryon [dříve AKZO-Nobel] (Ketjenblack), TIMCAL (Ensaco), BIRLA CARBON (Conductex), ORION ENGINEERED CARBONS (XPB). 